# Lessach
Lessach è un comune austriaco di 572 abitanti nel distretto di Tamsweg, nel Salisburghese.